# معجزة اقتصادية
المعجزة الاقتصادية (بالإنجليزية: Economic miracle)‏ هو مصطلح اقتصادي غير رسمي يستخدم عادةً للإشارة إلى فترة من التنمية الاقتصادية الهائلة الفجائية أو قوية بشكل غير متوقع. ويطلق المصطلح على النمو الاقتصادي لألمانيا واليابان بعد الحرب العالمية الثانية. وقد استخدم هذا المصطلح لوصف فترات في التاريخ الأخير لعدد من البلدان. وفي كثير من الأحيان للبلدان التي تتعرض لطفرة اقتصادية، أو توصف بأنه اقتصاد النمور.

## الحقبة الحديثة المبكرة
- المعجزة الاقتصادية الهولندية في القرن السادس عشر (اقتصاد الجمهورية الهولندية في عصرها الذهبي)، والتي يعتبرها كثيرون في كثير من الأحيان أول معجزة اقتصادية حديثة للغاية.

## ما بعدالحرب العالمية الثانية
انظر التوسع الاقتصادي بعد الحرب العالمية الثانية
- السنوات القياسية (السويد،  ما بين 1947–1974)
- المعجزة الاقتصادية الألمانية، (النمو الاقتصادي بعد الحرب العالمية الثانية في النمسا وألمانيا الغربية، 1950-1970).
- الثلاثين المجيدة، النمو الاقتصادي في فرنسا بعد الحرب العالمية الثانية (حوالي 1945-1975)
- المعجزة المكسيكية (1940-1970)
- المعجزة الاقتصادية البلجيكية (1945-1948)
- المعجزة الاقتصادية اليونانية (حوالي 1950-1973).
- المعجزة الاقتصادية اليابانية بعد الحرب (حوالي 1950-1975)
- المعجزة الاقتصادية الإيطالية (حوالي 1950-1973)

## فيما بعد
- المعجزة الإسبانية  (1959–1974).
- النمور الآسيوية الأربعة (تايوان، سنغافورة، هونغ كونغ وكوريا الجنوبية (حوالي 1960- 1990)
  - معجزة على نهر الهان (كوريا الجنوبية، 1962- 1997)
  - معجزة تايوان (1961- 2012)
- اقتصادات شبل النمر (إندونيسيا، ماليزيا، الفلبين، تايلاند والفيتنام) ( 2010- حتى الآن)
- المعجزة البرازيلية (1968- 1973)
- معجزة تشيلي (1970- الآن)
- الطفرة الاقتصادية الصينية (1978- الآن)
- معجزة موريشيوس ( 1970- الآن)
- معجزة ماساتشوستس (1980)
- نمر الخليج (مدينة دبي، 1990- 2008)
- نمور الأناضول (المدن التركية، 1980)
- النمر الكلتي (جمهورية أيرلندا 1990-2001، 2003–2006)،
- النمر الشمالي (آيسلندا)
- التحرير الاقتصادي في الهند (1991- حتى الآن)
- نمر البلطيق (إستونيا، لاتفيا، ليتوانيا 2000- 200 7)
- نمر تاترا (سلوفاكيا 2002-2007)